# Secret Garden (série télévisée)
Pour les articles homonymes, voir Secret Garden.
Secret Garden (시크릿 가든, Sikeurit Gadeun) est un drama sud-coréen de 20 épisodes diffusé sur SBS de novembre 2010 à janvier 2011 avec Ha Ji-won et Hyun Bin. Secret Garden est le premier drama de Hyun Bin sur SBS.

## Synopsis
PDG d'une chaîne de magasins, Kim Joo Won (Hyun Bin) est arrogant et cruel avec son staff mais réussit à préserver une image de perfection. Gil Ra Im (Ha Ji-won) est une pauvre et humble cascadeuse dont la beauté et le corps sont l'objet de jalousie de la part des plus grandes actrices.
Lorsque Joo Won prend Ra Im pour l'actrice Park Chae Rin, c'est le début d'une relation tendue marquée par des disputes qui vont pousser Joo Won à essayer de cacher son attraction grandissante pour Ra Im. Pour compliquer un peu plus l'affaire, par une étrange série d'événements, ils finissent par échanger leurs corps...

## Diffusion de la série
Lors de sa diffusion sur GMA Network aux Philippines, les noms coréens des personnages ont été anglicisés pour que le public les retienne mieux.
De plus, ce drama a été diffusé en France dès le 17 décembre 2011 sur Gong (les dimanches à 20h30).

## Distribution

### Personnages principaux
- Hyun Bin : Kim Joo Won [Owen Kim]
- Ha Ji-won : Gil Ra Im [Jamie Gil]
- Kim Sa Rang : Yoon Seul [Sophie Yoon]
- Yoon Sang Hyun : Choi Woo Young (Oska)(cousin de Joo Won) [Oska Choi]

### Personnages récurrents
- Lee Jong Suk : Han Tae Sun  [Aaron Han]
- Yoo In-na : Im Ah Young [Anya Im]
- Lee Philip : Directeur Im Jong Soo  [Direk Jason Im]
- Kim Ji Sook : Moon Yeon Hong (mère d'Oska)
- Park Joon-geum : Moon Boon Hong (mère de Joo Won)  [Olivia Moon]
- Kim Sung Oh (김성오) : Kim Sung Woo (secrétaire de Joo Won) [Arnold Kim]
- Choi Yoon So : Kim Hee Won (sœur de Joo Won) [Nicole Kim]
- Kim Sung Kyum : Moon Chang Soo (Grand-père de Joo Won)
- Lee Byung Joon : Park Bong Ho  [Directeur Park]
- Sung Byung Sook : Park Bong Hee
- Yoon Gi Won : Choi Dong Kyu
- Yoo Seo Jin : Lee Ji Hyun
- Kim Gun : Yoo Jong Heon
- Baek Seung Hee : Park Chae Rin  [Carrie Park]
- Kim Dong Gyoon : directeur
- Song Yoon Ah : caméo
- Son Ye-jin : caméo
- Beige (베이지) : caméo
- Kang Chan Yang (강찬양)
- Jang Seo Won (장서원)
- Kim Sung Hoon
- Baek Ji-young : caméo

## Diffusion internationale
- SBS (2010-2011)
- SBS International
- All TV
- GMA Network
- Indosiar
- Gong
- Telemundo: avec le titre espagnol Jardín Secreto
- Etc TV / Mega: avec le titre espagnol Jardín Secreto
- Pasiones: avec le titre espagnol Jardín Secreto
- nowTV
- ONE TV ASIA
- STAR Chinese Channel / Channel [V]
- Xing Kong
- NHK / BS Japan / KNTV
- Red UNO: avec le titre espagnol Jardín Secreto
- SERTV Canal 11: avec le titre espagnol Jardín Secreto
- SINART Canal 13: avec le titre en espagnol « El Jardín Secreto »
- MediaCorp Channel U
- RCN Televisión
- MundoFox
- Panamericana Televisión

## Récompenses
2010 SBS Drama Awards
- Prix d'excellence, Acteur - Catégorie Drama (Hyun Bin)
- Prix d'excellence, Actrice - Catégorie Drama (Ha Ji-won)
- Prix de la popularité des internautes - Catégorie Drama
- Prix de la popularité des internautes Ha Ji-won et Hyun Bin.
- Meilleur Couple Ha Ji-won et Hyun Bin.
- Top 10 Stars Ha Ji-won et Hyun Bin.

2011 47th Baeksang Arts Awards
- Prix Daesang pour la télévision (Hyun Bin)
- Meilleur Drama Télévisuel
- Meilleure nouvelle actrice pour la télévision (Yoo In-na)
- Meilleur scénario pour la télévision (Kim Eun-Suk)